# Gabriele VI di Alessandria
Papa Gabriele VI (in arabo egiziano غبريال السادس; Egitto, ... – Egitto, 1474) è stato un vescovo cristiano orientale egiziano, 91º Papa della Chiesa ortodossa copta.